# Saison 2 de Bitten

La deuxième saison a été diffusée à partir du 7 février 2015 au Canada et du 17 avril 2015 aux États-Unis.